# Бессельс, Эмиль
Эмиль Исраэль Бессельс (нем. Emil Bessels; 1847—1888) — немецкий медик, естествоиспытатель и путешественник.

## Биография
Эмиль Исраэль Бессельс родился 2 июня 1847 года в городе Гейдельберге в еврейской семье. Изучал медицину и зоологию в университете родного города.
В 1869 году Бессельс, по предложению германского географа Августа Петермана, предпринял своё первое путешествие к северному полюсу, во время которого исследовал восточную часть Северного Ледовитого океана у островов близ Новой Земли и доказал существование Гольфстрима восточнее Шпицбергена.

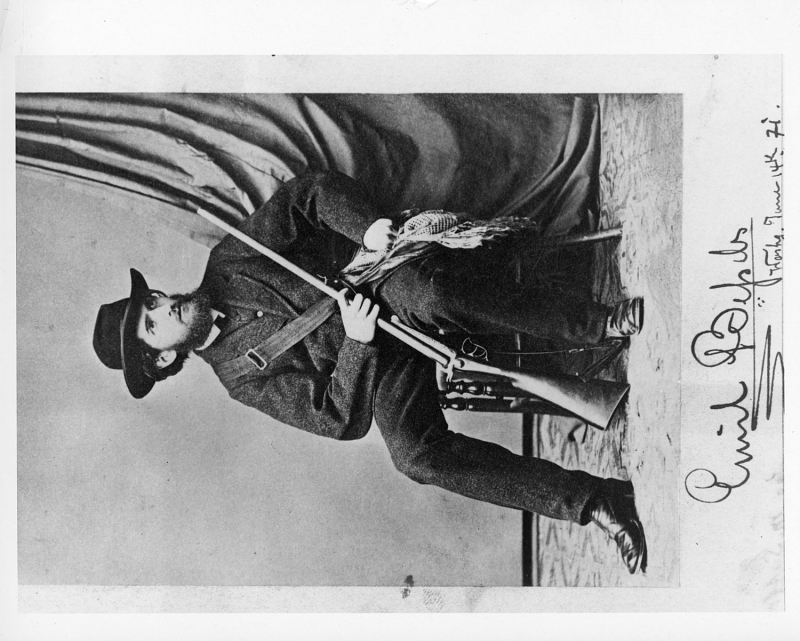
Эмиль Бессельс в 1871 году

В 1871 году Эмиль Бессельс участвовал в качестве врача и начальника научного отдела в экспедиции корабля «Polaris», отправленную Соединенными Штатами Америки под руководством Чарльза Френсиса Холла для изучения Северного полюса. Корабль, по смерти своего капитана (8 ноября 1871 года) достигнув 82° 9′ северной широты, вынужден был 12 августа начать обратный путь и в опасной борьбе с ледяными глыбами 15 октября потерпел крушение, причем 19 человек из экипажа были унесены в открытое море на льдине, на которую они вынесли часть корабельного груза. Они были спасены только 30 апреля 1873 года, когда их приняло на борт случайно встретившееся китобойное судно.
Бессельс с тринадцатью оставшимися членами экспедиции остался близ места гибели корабля у острова Литльтон в Проливе Смита; там они построили для зимовки дом. 3 июня 1873 года они выехали в море на двух ботах и через двадцать дней были подобраны шотландским пароходом, а 18 сентября сошли на берег в одном из портов Шотландии. Вскоре против Бессельса было возбуждено разбирательство по подозрению в отравлении начальника экспедиции, капитана Холла; однако следствие не нашло прямых улик, указывающих на причастность Эмиля Бессельса к внезапной смерти капитана «Полариса». В 1968 году биограф Чарльза Холла Чонси Люмис — профессор Дартмутского колледжа, добился разрешения на эксгумацию его тела, и экспертиза установила наличие мышьяка в теле капитана, но и это не может служить прямым доказательством насильственной смерти, так как мышьяк был довольно широко распространён в медицинских наборах того времени и капитан вполне мог принимать его самостоятельно (например, для лечения сифилиса — бича завсегдатаев портовых увеселительных заведений; в то время он широко использовался с этой целью). За давностью лет никаких обвинений никому из участников экспедиции предъявлено не было.
Вторая полярная экспедиция, задуманная Бессельсом, Дорстом и Карлом Вайпрехтом, не состоялась, и Бессельс поступил на службу в Смитсоновский институт в Вашингтоне, где вскоре стал главным секретарём.
Перу Эмиля Бессельса принадлежит труд под заглавием «Die amerikanische Nordpolarexpedition», который был издан в Лейпциге в 1879 году. Он также редактировал первый том «Известий о научных результатах экспедиции Роlaris» (Вашингтон, 1876). Кроме того, ему принадлежат специальные зоологические исследования, из которых наиболее известна работа: «Studien über die Entwickelung bei den Lepidopteren» (с 3 табл., «Zeitschr. fur wiss. Zoolog.», 1867, т. XVII, тетр. 4, стр. 545—564).
Эмиль Исраэль Бессельс умер 30 марта 1888 года в городе Штутгарте.